# 尹成植 (演員)
尹成植（英語：Rick Yune，1971年8月22日—）或稱作袁瑞克、瑞克·尹，美籍韓裔男演員、編劇、製片人和模特兒。知名作品如電影《落在香杉树的雪花》（1999年）、《玩命關頭》（2001年）、《新鐵金剛之不日殺機》（2002年）、《全面攻佔：倒數救援》（2013年），以及Netflix電視劇《马可·波罗》（2014年）。

## 早期生活
尹成植出生於华盛顿哥伦比亚特区，母親朴元惠（Wonhui Park）和父親雲太浩（Taeho Yun）都是韓國人。弟弟卡尔·尹也是演員。
尹成植曾就讀聖母好律師高中與聖約翰學院高中。1994年，他獲得了宾夕法尼亚大学的沃顿商学院金融系理學學士學位。尹成植是SAC資本顧問最初的对冲基金交易員之一，但後來為追求創業而離職。
他習得多種武術。為了配合美國演員工會，將英文姓氏的拼寫從改為。

## 作品列表

### 電影
| 年份 | 標題                     | 角色              | 附註         |
| ---- | ------------------------ | ----------------- | ------------ |
| 1998 | 《內森·格林》（Nathan Grimm）        | 臨時演員          |              |
| 1999 | 《落在香杉树的雪花》     | 宮本和夫（Kazuo Miyamoto）      |              |
| 2001 | 《玩命關頭》             | 阮強尼（Johnny Tran）        |              |
| 2001 | 《圍欄》（The Fence）             | 張（）            |              |
| 2002 | 《新鐵金剛之不日殺機》   | 趙（）            |              |
| 2008 | 《第五誡》（The Fifth Commandment）           | 鄧普頓（Chance Templeton）        | 兼監製和編劇 |
| 2008 | 《異形鬼屋2》            | 愛德華·卡恩比     | 兼總監製     |
| 2009 | 《無可救藥》（Beyond Remedy）         | 李醫生（Dr. Lee）        |              |
| 2009 | 《忍者刺客》             | 武（）            |              |
| 2011 | 《重新移民》（Remigration）         | 強納森·帕克（Jonathan Park）   |              |
| 2011 | 《唐人街》（China-Town）           | 男子              |              |
| 2012 | 《鐵拳無敵》             | 禪毅（Zen Yi）          |              |
| 2013 | 《全面攻佔：倒數救援》   | 姜延朔（Kang Yeonsak）        |              |
| 2019 | 《艾莉塔：戰鬥天使》     | 克萊夫·李大師（Master Clive Lee） |              |
| 2020 | 《柔道煞星》             | 沙德上尉（Captain Sand）      |              |
| 2023 | 《俄羅斯方塊：版權之戰》 | 賴瑞（Larry）          |              |

### 電視
| 年份      | 標題            | 角色       | 附註           |
| --------- | --------------- | ---------- | -------------- |
| 2000      | 《愛若此時》    | 俊（）     | 1集            |
| 2001      | 《警察部門》    |            | 1集            |
| 2005      | 《特務A》       | 玉崎和（Kazu Tamazaki） | 2集            |
| 2005      | 《波士顿法律》  | 特洛伊·蘭（Troi Ran）    | 1集            |
| 2006      | 《CSI犯罪現場》 | 康興（Hong Hsing）   | 1集            |
| 2013      | 《天堂执法者》  | 韓智雲（Han Ji-Woon） | 1集            |
| 2014–2016 | 《马可·波罗》   | 凱都（Kaidu）   | 主要演員；15集 |
| 2017      | 《越獄風雲》    | 賈（）     | 常駐演員；6集  |

## 外部連結
- 尹成植在互联网电影资料库（IMDb）上的資料（英文）